# Lancer du poids aux championnats du monde d'athlétisme
Pour un article plus général, voir Championnats du monde d'athlétisme.
Le lancer du poids fait partie des épreuves inscrites au programme des premiers championnats du monde d'athlétisme, en 1983, à Helsinki.
Avec trois médailles d'or remportées, le Suisse Werner Günthör et l'Américain John Godina sont les athlètes les plus titrés dans cette épreuve. La Néo-Zélandaise Valerie Adams détient quant à elle le record de victoires féminines, avec quatre titres consécutifs de 2007 à 2013.
Le record des championnats du monde appartient chez les hommes à l'Américain Ryan Crouser, auteur de 23,51 m lors des Mondiaux 2023 à Budapest. Chez les femmes, le record de la compétition est codétenu par Natalya Lisovskaya (1987) et Valerie Adams (2011), avec 21,24 m.

## Éditions
| Années | 83 | 87 | 91 | 93 | 95 | 97 | 99 | 01 | 03 | 05 | 07 | 09 | 11 | 13 | 15 | 17 | 19 | 22 | 23 | Total |
| ------ | -- | -- | -- | -- | -- | -- | -- | -- | -- | -- | -- | -- | -- | -- | -- | -- | -- | -- | -- | ----- |
| Hommes | X  | X  | X  | X  | X  | X  | X  | X  | X  | X  | X  | X  | X  | X  | X  | X  | X  | X  | X  | 19    |
| Femmes | X  | X  | X  | X  | X  | X  | X  | X  | X  | X  | X  | X  | X  | X  | X  | X  | X  | X  | X  | 19    |

## Hommes

### Historique

#### 1983-1995
Le Polonais Edward Sarul est le premier champion du monde masculin du lancer du poids. En 1983 à Helsinki, il établit à son sixième et dernier essai un jet à 21,39 m et devance l'Est-allemand Ulf Timmermann, médaillé d'argent avec 21,16 m et le Tchécoslovaque Remigius Machura, médaillé de bronze avec 20,98 m. Figurant parmi les favoris au titre, l'Américain Dave Laut termine au pied du podium tandis que l'Est-allemand Udo Beyer, qui avait porté le record du monde à 22,22 m quelques semaines avant ces championnats, se classe à la 6e place.
Le Suisse Werner Günthör, champion d'Europe en 1986 à Stuttgart, remporte la médaille d'or des championnats du monde de 1987 à Rome. Il établit en finale un nouveau record des championnats en atteignant la marque de 22,23 m à son sixième et dernier essai et parvient à devancer l'Italien Alessandro Andrei (21,88 m), auteur d'un triple record du monde quelques jours plus tôt lors du meeting de Viareggio. L'Américain John Brenner complète le podium avec 21,75 m alors que Timmermann et Beyer terminent respectivement 5e et 6e de la finale.
En 1991, lors des championnats du monde de Tokyo, Werner Günthör conserve son titre planétaire en réalisant quatre jets au-delà des 21 mètres, son meilleur à 21,67 m étant établi à son sixième essai. Il devance les Norvégien Georg Andersen (20,81 m) et Lars Arvid Nilsen (20,75 m). Mais, convaincu de dopage aux stéroïdes anabolisants peu après ces championnats, Georg Andersen est déchu de sa médaille d'argent et suspendu 21 mois par l'IAAF. En conséquence, Lars Arvid Nilsen récupère la médaille d'argent et le Soviétique Oleksandr Klymenko la médaille de bronze. Détenteur du record du monde depuis 1990, l'Américain Randy Barnes ne participe pas à ces championnats en raison d'une suspension par l'IAAF après un contrôle positif aux stéroïdes anabolisants.
Werner Günthör décroche un troisième titre mondial consécutif en 1993 à Stuttgart en réussissant un jet à 21,97 m dès son entrée dans le concours. Randy Barnes, de retour de suspension, se classe deuxième de la finale (21,80 m), devant le champion olympique 1992, son compatriote Mike Stulce (20,94 m). Mais, comme Georg Andersen deux ans plus tôt, Mike Stulce sera déchu de sa médaille après avoir également été contrôlé positif aux stéroïdes anabolisants. Initialement 4e de la finale avec 20,40 m, l'Ukrainien Aleksandr Bagach récupère la médaille de bronze vacante.
L'Américain John Godina, qui s'est par ailleurs qualifié pour la finale du disque quelques heures plus tôt, domine la finale du poids des championnats du monde 1995 à Göteborg, en assommant le concours d'entrée avec un jet à 21,47 m. Le Finlandais Mika Halvari est médaillé d'argent avec 20,93 m, devant Randy Barnes, médaillé de bronze avec 20,41 m.

#### 1997-2005

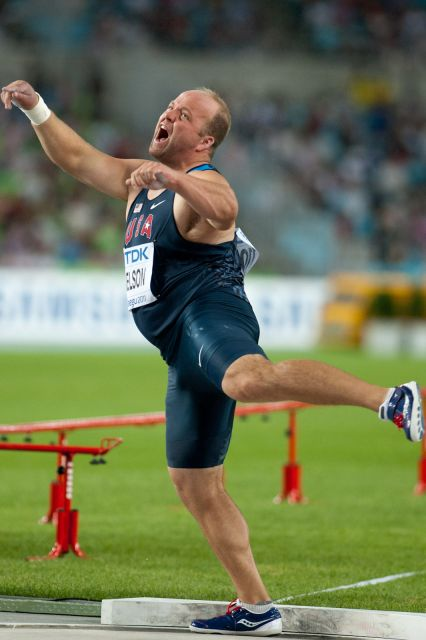
Adam Nelson, champion du monde en 2005 et vice-champion du monde en 2001, 2003 et 2007.

En 1997, aux championnats du monde d'Athènes, Aleksandr Bagach remporte le concours grâce à un jet à 21,47 m qu'il effectue à son troisième essai. Mais, six jours plus tard, l'Ukrainien est disqualifié pour un contrôle positif à l'éphédrine effectué après la finale, et est par conséquent déchu de sa médaille d'or. John Godina, deuxième du concours avec 21,44 m, récupère le titre vacant, l'Allemand Oliver-Sven Buder est médaillé d'argent avec 21,24 m et l'Américain C. J. Hunter médaillé de bronze avec 20,33 m.
C. J. Hunter s'empare du titre mondial deux ans plus tard en 1999 à Séville en atteignant la marque de 21,79 m (record personnel) à son sixième et dernier essai. Il devance Oliver-Sven Buder qui obtient sa deuxième médaille d'argent consécutive avec 21,42 m, et Aleksandr Bagach, qui de retour de sa suspension pour dopage, se classe troisième de la finale avec 21,26 m. Randy Barnes, de nouveau suspendu pour dopage en 1998, ne participe pas à ces championnats.
Aux championnats du monde de 2001 à Edmonton, John Godina remporte un troisième titre mondial après 1995 et 1997 et devient l'athlète masculin le plus titré dans cette compétition. Avec un jet à 21,87 m qu'il établit à son deuxième essai, il devance son compatriote Adam Nelson, médaillé d'argent avec 21,24 m, et le Finlandais Arsi Harju, champion olympique l'année précédente à Sydney, qui monte sur la troisième marche du podium avec 20,93 m. Le Sud-africain Janus Robberts, qui avait réalisé le meilleur lancer des qualifications avec 21,26 m ne réalise que 20,18 m lors de la finale.
Le Biélorusse Andrei Mikhnevich devient champion du monde du lancer du poids en 2003 à Paris en battant son record personnel à son deuxième essai avec 21,69 m. Adam Nelson obtient une deuxième médaille d'argent consécutive avec 21,26 m tandis que l'Ukrainien Yuriy Bilonoh est médaillé de bronze avec 21,10 m.
Adam Nelson obtient la consécration mondiale en 2005 à Helsinki en établissant la marque de 21,73 m dès son entrée dans le concours. Le Néerlandais Rutger Smith et l'Allemand Ralf Bartels complètent le podium avec respectivement 21,29 m et 20,99 m. John Godina, qui figurait parmi les favoris au titre, est éliminé lors des qualifications.

#### 2007-2015

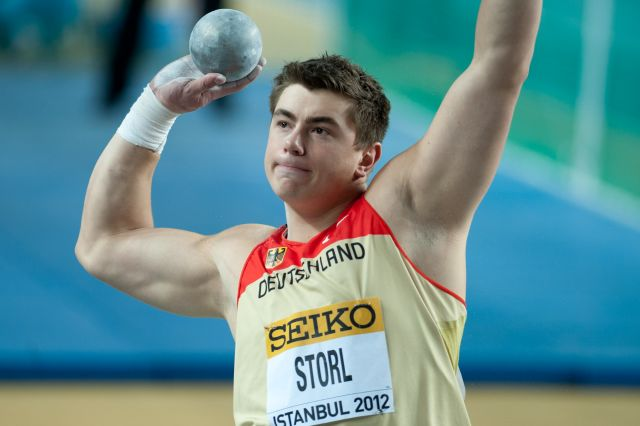
David Storl, champion du monde en 2011 et 2013.

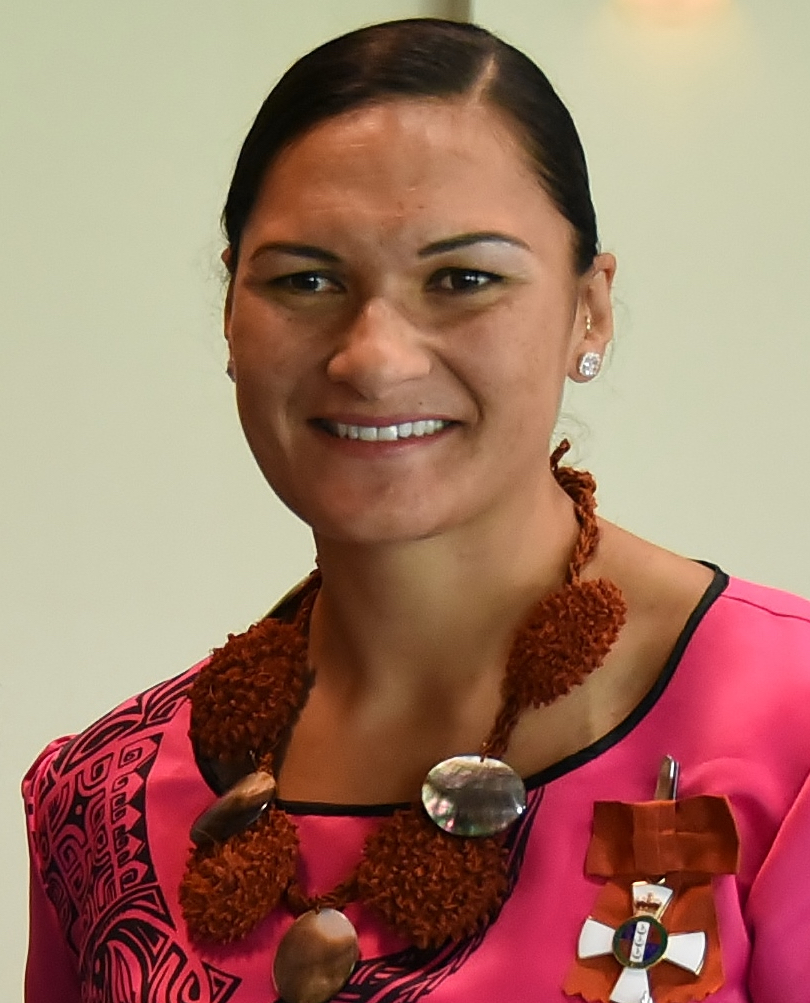
Valerie Adams remporte 4 titres de championne du monde de 2007 à 2013.

L'Américain Reese Hoffa s'impose en finale des championnats du monde 2007, à Osaka, en réalisant un lancer à 22,04 m à son troisième essai. Il devance le tenant du titre, son compatriote Adam Nelson (21,61 m), et Andrei Mikhnevich (21,27 m). Mais convaincu de dopage en 2013, le Biélorusse est radié à vie par l'IAAF et voit sa médaille retirée. En conséquence, c'est le Néerlandais Rutger Smith, initialement 4e du concours avec 21,13 m, qui récupère la médaille de bronze.
Deux ans plus tard, lors des championnats du monde de Berlin, l'Américain Christian Cantwell remporte la finale en établissant la meilleure performance mondiale de l'année avec 22,03 m. Tomasz Majewski, champion olympique en l'année passée à Pékin, monte sur la deuxième marche du podium avec 21,91 m et devance l'Allemand Ralf Bartels, médaillé de bronze après avoir battu son record personnel avec 21,37 m.
L'Allemand David Storl, qualifié pour la finale des championnats du monde de 2011 avec le meilleur lancer à 21,50 m, améliore de nouveau son record personnel à deux reprises en finale avec des jets à 21,60 m à son deuxième essai et 21,78 m à son sixième et dernier essai, décrochant ainsi son premier titre international senior. Le Canadien Dylan Armstrong se classe deuxième avec 21,64 m, devant Andrei Mikhnevich (21,40 m). Mais convaincu de dopage, la médaille de bronze du Biélorusse sera réattribuée à Christian Cantwell, initialement 4e de la finale avec 21,36 m.
Lors des championnats du monde 2013 organisés à Moscou, David Storl améliore son record personnel avec  21,73 m, et parvient à conserver son titre mondial, terminant devant l'Américain Ryan Whiting (21,57 m) et Dylan Armstrong (21,34 m), et ce en l'absence du champion olympique en titre, Tomasz Majewski.
Aux championnats du monde 2015 de Pékin, l'Américain Joe Kovacs est sacré champion du monde du lancer de poids grâce à un jet à 21,93 m réussi à son cinquième essai, devançant de 19 cm le double tenant du titre David Storl qui atteint la marque de 21,74 m, également à son 5e essai. Le Jamaïcain O'Dayne Richards, qui égale son propre record national avec 21,69 m, s'adjuge la médaille de bronze. Le Néo-zélandais Tomas Walsh se classe 4e de la finale après avoir battu le record d'Océanie avec 21,58 m.

#### Depuis 2017

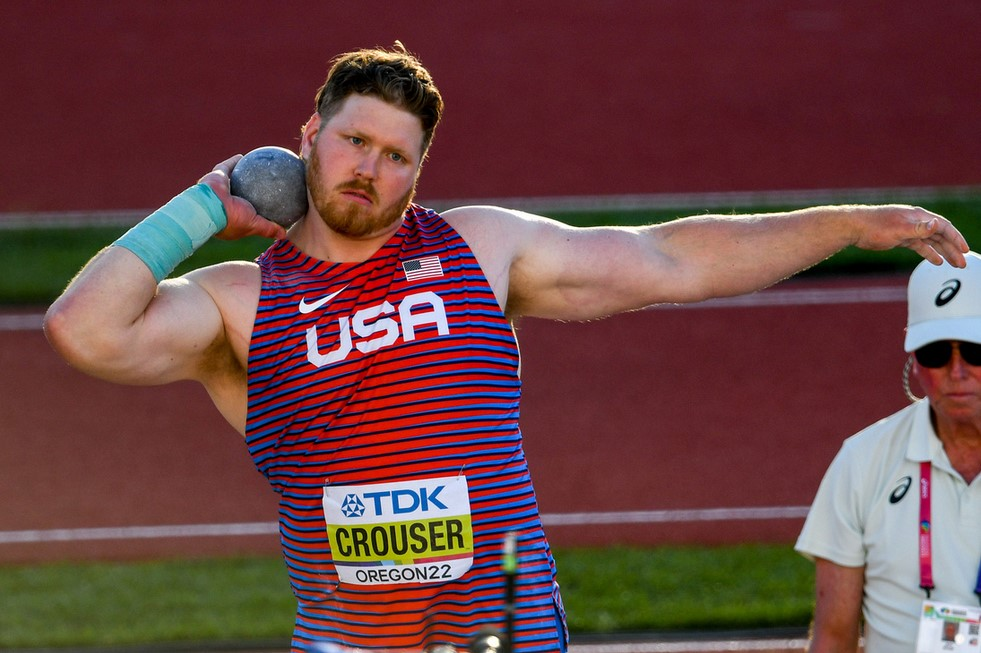
Ryan Crouser, champion du monde en 2022 et détenteur du record des championnats du monde.

En 2017, en qualifications des championnats du monde de Londres, le Néo-zélandais Tomas Walsh réussit le meilleur jet du concours en réalisant sa meilleure performance de la saison avec 22,14 m. Le lendemain, il est sacré champion du monde de la discipline avec un jet à 22,03 m, devançant très largement Joe Kovacs, champion en titre (21,66 m) et le Croate Stipe Žunić (21,46 m). L'américain Ryan Crouser, champion olympique à Rio de Janeiro en 2016, termine à la 6e place avec 21,20 m.
Lors des Mondiaux de Doha en 2019, Joe Kovacs est sacré champion du monde pour la deuxième fois de sa carrière au terme d'un concours historique. Dès le premier essai, le champion du monde en titre Tomas Walsh réalise un jet à 22,90 m, ce qui lui permet de devenir le quatrième performeur de tous les temps et de battre largement le record des Championnats qui tenait depuis 1987. Le Néo-Zélandais est en tête jusqu'au dernier essai et le lancer de Joe Kovacs qui réalise alors 22,91 m, nouveau record des Championnats et troisième performance de tous les temps. Kovacs s'adjuge donc la médaille d'or pour un petit centimètre devant son compatriote Ryan Crouser, qui lance lui aussi à 22,90 m lors de sa dernière tentative et qui devance Walsh au nombre d'essais réussis.
Le concours du lancer du poids des championnats du monde 2022 consacre Ryan Crouser, détenteur du record du monde depuis 2021 avec 23,37 m et champion olympique à Tokyo l'année passée, qui décroche son premier titre mondial en atteignant la marque de 22,94 m à son cinquième essai, améliorant ainsi le record de la compétition. Il devance deux autres américains : le tenant du titre Joe Kovacs avec 22,89 m et Josh Awotunde avec 22,29 m (record personnel). Tomas Walsh, qui dépasse lui aussi les 22 mètres lors de la finale, termine au pied du podium avec 22,08 m

### Palmarès
| Édition | Or                         | Argent                    | Bronze                     |
| ------- | -------------------------- | ------------------------- | -------------------------- |
| 1983    | Edward Sarul 21,39 m       | Ulf Timmermann 21,16 m    | Remigius Machura 20,98 m   |
| 1987    | Werner Günthör 22,23 m     | Alessandro Andrei 21,88 m | John Brenner 21,75 m       |
| 1991    | Werner Günthör 21,67 m     | Lars Arvid Nilsen 20,75 m | Aleksandr Klimenko 20,34 m |
| 1993    | Werner Günthör 21,97 m     | Randy Barnes 21,80 m      | Aleksandr Bagach 20,40 m   |
| 1995    | John Godina 21,47 m        | Mika Halvari 20,93 m      | Randy Barnes 20,41 m       |
| 1997    | John Godina 21,44 m        | Oliver-Sven Buder 21,24 m | C. J. Hunter 20,33 m       |
| 1999    | C. J. Hunter 21,79 m       | Oliver-Sven Buder 21,42 m | Aleksandr Bagach 21,26 m   |
| 2001    | John Godina 21,87 m        | Adam Nelson 21,24 m       | Arsi Harju 20,93 m         |
| 2003    | Andrei Mikhnevich 21,69 m  | Adam Nelson 21,26 m       | Yuriy Bilonoh 21,10 m      |
| 2005    | Adam Nelson 21,73 m        | Rutger Smith 21,29 m      | Ralf Bartels 20,99 m       |
| 2007    | Reese Hoffa 22,04 m        | Adam Nelson 21,61 m       | Rutger Smith 21,13 m       |
| 2009    | Christian Cantwell 22,03 m | Tomasz Majewski 21,91 m   | Ralf Bartels 21,37 m       |
| 2011    | David Storl 21,78 m        | Dylan Armstrong 21,64 m   | Christian Cantwell 21,36 m |
| 2013    | David Storl 21,73 m        | Ryan Whiting 21,57 m      | Dylan Armstrong 21,34 m    |
| 2015    | Joe Kovacs 21,93 m         | David Storl 21,74 m       | O'Dayne Richards 21,69 m   |
| 2017    | Tomas Walsh 22,03 m        | Joe Kovacs 21,66 m        | Stipe Žunić 21,46 m        |
| 2019    | Joe Kovacs 22,91 m         | Ryan Crouser 22,90 m      | Tomas Walsh 22,90 m        |
| 2022    | Ryan Crouser 22,94 m       | Joe Kovacs 22,89 m        | Josh Awotunde 22,29 m      |
| 2023    | Ryan Crouser 23,51 m       | Leonardo Fabbri 22,34 m   | Joe Kovacs 22,12 m         |

### Multiples médaillés
| Rang | Athlète            | Pays             | Période   | Or | Argent | Bronze | Total |
| ---- | ------------------ | ---------------- | --------- | -- | ------ | ------ | ----- |
| 1=   | Werner Günthör     | Suisse           | 1987-1993 | 3  | 0      | 0      | 3     |
| 1=   | John Godina        | États-Unis       | 1995–2001 | 3  | 0      | 0      | 3     |
| 3=   | Joe Kovacs         | États-Unis       | 2015-2023 | 2  | 2      | 1      | 5     |
| 4=   | Ryan Crouser       | États-Unis       | 2019-2023 | 2  | 1      | 0      | 3     |
| 4=   | David Storl        | Allemagne        | 2011–2015 | 2  | 1      | 0      | 3     |
| 6    | Adam Nelson        | États-Unis       | 2001–2007 | 1  | 3      | 0      | 4     |
| 7=   | C. J. Hunter       | États-Unis       | 1997-1999 | 1  | 0      | 1      | 2     |
| 7=   | Christian Cantwell | États-Unis       | 2009-2011 | 1  | 0      | 1      | 2     |
| 7=   | Tomas Walsh        | Nouvelle-Zélande | 2015-2019 | 1  | 0      | 1      | 2     |
| 10   | Oliver-Sven Buder  | Allemagne        | 1997-1999 | 0  | 2      | 0      | 2     |
| 11=  | Randy Barnes       | États-Unis       | 1993-1995 | 0  | 1      | 1      | 2     |
| 11=  | Rutger Smith       | Pays-Bas         | 2005-2007 | 0  | 1      | 1      | 2     |
| 11=  | Dylan Armstrong    | Canada           | 2011-2013 | 0  | 1      | 1      | 2     |
| 14=  | Aleksandr Bagach   | Ukraine          | 1993-1999 | 0  | 0      | 2      | 2     |
| 14=  | Ralf Bartels       | Allemagne        | 2005-2009 | 0  | 0      | 2      | 2     |

### Records des championnats
| Marque  | Athlète           | Lieu     | Date            |
| ------- | ----------------- | -------- | --------------- |
| 21,08 m | Dave Laut         | Helsinki | 7 août 1983     |
| 21,16 m | Ulf Timmermann    | Helsinki | 7 août 1983     |
| 21,39 m | Edward Sarul      | Helsinki | 7 août 1983     |
| 21,57 m | Alessandro Andrei | Rome     | 29 août 1987    |
| 21,63 m | Werner Günthör    | Rome     | 29 août 1987    |
| 21,75 m | John Brenner      | Rome     | 29 août 1987    |
| 22,12 m | Werner Günthör    | Rome     | 29 août 1987    |
| 22,23 m | Werner Günthör    | Rome     | 29 août 1987    |
| 22,90 m | Tomas Walsh       | Doha     | 5 octobre 2019  |
| 22,91 m | Joe Kovacs        | Doha     | 5 octobre 2019  |
| 22,94 m | Ryan Crouser      | Doha     | 17 juillet 2022 |
| 23,51 m | Ryan Crouser      | Budapest | 19 août 2023    |

## Femmes

### Historique

#### Depuis 2017

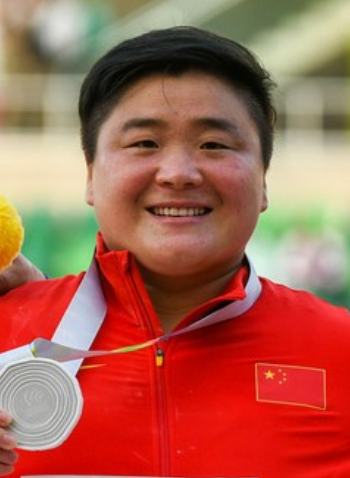
Gong Lijiao, championne du monde en 2017 et 2019.

Après trois médailles de bronze et une médaille d'argent, Gong Lijiao décroche enfin le titre mondial à l'occasion des championnats du monde 2017 à Londres. La Chinoise s'impose grâce à un jet à 19,94 m qu'elle effectue à son cinquième essai, la Hongroise Anita Márton est médaillée d'argent avec 19,49 m tandis que Michelle Carter obtient une nouvelle médaille de bronze avec 19,14 m.
Gong Lijiao conserve sa couronne mondiale à Doha en 2019 avec un lancer à 19,55 m réalisé à son quatrième essai. La Jamaïcaine Danniel Thomas-Dodd se classe deuxième de la finale avec 19,47 m, Christina Schwanitz retrouvant le podium quatre ans après avec la marque de 19,17 m.
Lors des championnats du monde 2022 à Eugene, l'Américaine Chase Ealey s'adjuge le titre mondial en réalisant un lancer à 20,49 m dès son premier essai. Elle devance la tenante du titre et championne olympique en titre Gong Lijiao (20,39 m) et la Néerlandaise Jessica Schilder qui établit un nouveau record national en 19,77 m. Chase Ealey devient la première athlète américaine titrée dans cette épreuve tandis que Gong Lijiao s'adjuge sa septième médaille consécutive dans ces championnats.

### Palmarès
| Édition | Or                                    | Argent                      | Bronze                          |
| ------- | ------------------------------------- | --------------------------- | ------------------------------- |
| 1983    | Helena Fibingerová 21,05 m            | Helma Knorscheidt 20,70 m   | Ilona Slupianek 20,56 m         |
| 1987    | Natalya Lisovskaya 21,24 m            | Kathrin Neimke 21,21 m      | Ines Müller 20,76 m             |
| 1991    | Huang Zhihong 20,83 m                 | Natalya Lisovskaya 20,29 m  | Svetlana Krivelyova 20,16 m     |
| 1993    | Huang Zhihong 20,57 m                 | Svetlana Krivelyova 19,97 m | Kathrin Neimke 19,71 m          |
| 1995    | Astrid Kumbernuss 21,22 m             | Huang Zhihong 20,04 m       | Svetla Mitkova-Sinirtas 19,56 m |
| 1997    | Astrid Kumbernuss 20,71 m             | Vita Pavlysh 20,66 m        | Stephanie Storp 19,22 m         |
| 1999    | Astrid Kumbernuss 19,85 m             | Nadine Kleinert 19,61 m     | Svetlana Krivelyova 19,43 m     |
| 2001    | Yanina Karolchyk-Pravalinskay 20,61 m | Nadine Kleinert 19,86 m     | Vita Pavlysh 19,41 m            |
| 2003    | Svetlana Krivelyova 20,63 m           | Nadzeya Astapchuk 20,12 m   | Vita Pavlysh 20,08 m            |
| 2005    | Olga Ryabinkina 19,64 m               | Valerie Vili 19,62 m        | Nadine Kleinert 19,07 m         |
| 2007    | Valerie Vili 20,54 m                  | Nadine Kleinert 19,77 m     | Li Ling 19,38 m                 |
| 2009    | Valerie Vili 20,44 m                  | Nadine Kleinert 20,20 m     | Gong Lijiao 19,89 m             |
| 2011    | Valerie Adams 21,24 m                 | Jillian Camarena 20,02 m    | Gong Lijiao 19,97 m             |
| 2013    | Valerie Adams 20,88 m                 | Christina Schwanitz 20,41 m | Gong Lijiao 19,95 m             |
| 2015    | Christina Schwanitz 20,37 m           | Gong Lijiao 20,30 m         | Michelle Carter 19,76 m         |
| 2017    | Gong Lijiao 19,94 m                   | Anita Márton 19,49 m        | Michelle Carter 19,14 m         |
| 2019    | Gong Lijiao 19,55 m                   | Danniel Thomas-Dodd 19,47 m | Christina Schwanitz 19,17 m     |
| 2022    | Chase Ealey 20,49 m                   | Gong Lijiao 20,39 m         | Jessica Schilder 19,77 m        |
| 2023    | Chase Ealey 20,43 m                   | Sarah Mitton 20,08 m        | Gong Lijiao 19,69 m             |

### Multiples médaillées
| Rang | Athlète             | Pays             | Période   | Or | Argent | Bronze | Total |
| ---- | ------------------- | ---------------- | --------- | -- | ------ | ------ | ----- |
| 1    | Valerie Adams       | Nouvelle-Zélande | 2005-2013 | 4  | 1      | 0      | 5     |
| 2    | Astrid Kumbernuss   | Allemagne        | 1995-1999 | 3  | 0      | 0      | 3     |
| 3    | Gong Lijiao         | Chine            | 2011-2023 | 2  | 2      | 4      | 8     |
| 4    | Huang Zhihong       | Chine            | 1991-1995 | 2  | 1      | 0      | 3     |
| 5    | Chase Ealey         | États-Unis       | 2022-2023 | 2  | 0      | 0      | 2     |
| 6    | Christina Schwanitz | Allemagne        | 2013-2019 | 1  | 1      | 1      | 3     |
| 7    | Natalya Lisovskaya  | Union soviétique | 1987-1991 | 1  | 1      | 0      | 2     |
| 8    | Nadine Kleinert     | Allemagne        | 1999-2009 | 0  | 3      | 2      | 5     |
| 9    | Vita Pavlysh        | Ukraine          | 1997-2003 | 0  | 1      | 2      | 3     |
| 10   | Michelle Carter     | États-Unis       | 2015-2017 | 0  | 0      | 2      | 2     |

### Records des championnats
| Temps   | Athlète            | Lieu     | Date             |
| ------- | ------------------ | -------- | ---------------- |
| 19,25 m | Helena Fibingerova | Helsinki | 10 août 1983     |
| 19,99 m | Ilona Slupianek    | Helsinki | 10 août 1983     |
| 20,30 m | Helma Knorscheidt  | Helsinki | 12 août 1983     |
| 20,56 m | Ilona Slupianek    | Helsinki | 12 août 1983     |
| 20,70 m | Helma Knorscheidt  | Helsinki | 12 août 1983     |
| 21,05 m | Helena Fibingerova | Helsinki | 12 août 1983     |
| 21,21 m | Kathrin Neimke     | Rome     | 5 septembre 1987 |
| 21,24 m | Natalya Lisovskaya | Rome     | 5 septembre 1987 |
| 21,24 m | Valerie Adams      | Daegu    | 29 août 2011     |